# Parafia św. Kamila w Chicago
Parafia św. Kamila w Chicago (ang. St. Camillus's Parish) – parafia rzymskokatolicka położona w Chicago w stanie Illinois w Stanach Zjednoczonych.
Jest ona wieloetniczną parafią w zachodniej dzielnicy Chicago, z mszą św. w j. polskim dla polskich imigrantów.
Parafia została poświęcona św. Kamilowi de Lellis.